# أورثو فانادات الصوديوم
أورثو فانادات الصوديوم هو مركب لاعضوي صيغته الكيميائية Na3VO4، ويوجد على هيئة مسحوق بلوري أبيض اللون. ينتمي المركب كيميائياً إلى مجموعة أملاح الفانادات.

## التحضير
يحضر المركب من تفاعل أكسيد الفاناديوم الخماسي مع محلول هيدروكسيد الصوديوم:
{\displaystyle \mathrm {V_{2}O_{5}+6\ NaOH\longrightarrow 2\ Na_{3}VO_{4}+3\ H_{2}O} }

## الخواص
يوجد المركب في الشروط القياسية على هيئة مسحوق بلوري أبيض اللون، وهو قابل للانحلال في الماء، ولكنه لا ينحل في الإيثانول.

## الأبحاث
تعد مركبات أورثو الفانادات مشابهات بنيوية للفوسفات، وهي تشابهها في خواصها الحيوية؛ وهي تقوم بدور مثبط تنافسي competitive inhibitor لعدد من الإنزيمات مثل إنزيم الأدينوسين ثلاثي الفوسفات (ATPases)، والفوسفاتاز.